# Ali Abdosh
Ali Abdosh (ur. 28 sierpnia 1987) – etiopski lekkoatleta, długodystansowiec.

## Osiągnięcia
- brązowy medal mistrzostw Afryki (bieg na 5000 m, Addis Abeba 2008)
- 6. miejsce podczas mistrzostw świata (bieg na 5000 m, Berlin 2009)

W 2008 Abdosh był w składzie Etiopii na igrzyska olimpijskie w Pekinie, gdzie był rezerwowym zawodnikiem na 5000 metrów, ostatecznie nie pojawił się na bieżni, barwy Etiopii reprezentowało jego 3 bardziej utytułowanych kolegów ze złotym medalistą Kenenisą Bekele na czele.

## Rekordy życiowe
- bieg na 5000 m – 12:56,53 (2009)